# Любовные манёвры
«Любовные манёвры» (пол. Manewry miłosne), другое название «Любовные манёвры, или дочь полка», — польский чёрно-белый фильм, романтическая комедия 1935 года, снятая режиссёрами Яном Новина-Пшибыльским и Конрадом Тома на киностудии «Kinofilm Lwów».
Премьера фильма состоялась 23 декабря 1935 года.

## Сюжет
Действие фильма происходит в столице вымышленного государства Скумбрия. Поручик Гусарского полка граф Нико Кванти ведёт привычную для гусара разгульную жизнь, считая себя «вольной птицей». Семья Нико, в надежде дождаться продолжения рода, хочет его женить на баронессе Кольмар, но он влюблён в красавицу, с которой познакомился на балу. Поэтому к навязанной ему семьей невесте Нико едет переодетый в своего адъютанта, который в свою очередь играет роль поручика. Красавица также поменялась ролями со своей горничной. Оказывается, что предназначенная невеста и есть баронесса Кольмар. Недоразумения выясняются, после чего начинается настоящее гусарское обручение…

## В ролях
- Толя Манкевичувна — баронесса Кольмар
- Лода Халама — дочь полка
- Александр Жабчинский — поручик Нико граф Кванти
- Станислав Селяньский — адъютант поручика Нико
- Мира Зиминьская — горничная баронессы
- Юзеф Орвид — дядя Вальдемар
- Людвик Семполинский — князь Лямпенштейн
- Амелия Роттер-Ярнинская — тётя Леония
- Анеля Роляндова — Бабетта
- Мария Жабчиньская — цыганка
- Ирена Грывичувна — горничная
- Анджей Богуцкий — гусар
- Роман Дерень — дворецкий баронессы
- Александр Сухцицкий — гусар
- Мариан Домославский — генерал
- Эугениуш Кошутский — посетитель в корчме
- Юзеф Буковский — корчмарь
- Адам Астон — цыган-певец
- Мечислав Биль-Биляжевский — гусар
- Юзеф Кудла — мальчик
- Болеслав Межеевский — эпизод
- Феликс Жуковский — гусар
- Войцех Рушковский — эпизод
- Анджей Каревич — эпизод
- Хелена Роляндова — эпизод

В фильме звучат песни композитора Хенрика Варса на слова Ежи Юрандота.